# Eduard von Eltz
Eduard von Eltz (2. července 1836 Bad Ischl – 24. února 1915 Karlovy Vary) byl rakouský a český politik německé národnosti, na přelomu 19. a 20. století poslanec Českého zemského sněmu.

## Biografie
Studoval na takzvaném Skotském gymnáziu ve Vídni (Schottengymnasium) a pak na benediktinském gymnáziu v Kremsmünsteru. Vzdělání získal i v penzionátu ve švýcarském Lausanne. Působil pak na praxi na velkostatku hraběte Hompesche v Haliči a arcibiskupa olomouckého. Studoval potom ještě tři roky na vídeňské technice. Převzal následně správu statku, který ale roku 1870 prodal. Od roku 1870 do roku 1882 působil v rakousko-uherské armádě, kde dosáhl hodnosti setníka. Podílel se na veřejném životě, podporoval zakládání lidových záložen a hospodářských spolků. Zasedal v okresním zastupitelstvu a okresním výboru ve Falknově.
V 90. letech 19. století se zapojil i do zemské politiky. V doplňovacích volbách v lednu 1894 byl zvolen v kurii venkovských obcí (volební obvod Falknov) do Českého zemského sněmu. Mandát zde obhájil v řádných volbách v roce 1895. Uvádí se jako německý liberál (takzvaná Německá pokroková strana).
Působil rovněž jako publicista a velké zásluhy měl o organizování německé tělovýchovy (turnverein) v Čechách. Zemřel v únoru 1915.